# Емма Херделін
Емма Херделін (швед. Emma Härdelin; нар. 26 вересня 1975, Швеція) — шведська співачка, музикант. Вокалістка фольк-рок груп Garmarna і Triakel.

## Біографія
Емма Херделін народилася в сім'ї музикантів. Батько — Тор Херделін (швед. Thore Härdelin швед. Thore Härdelin Thore Härdelin) — відомий скрипаль, який грає традиційну шведську музику. Емма виросла в містах Клук (лен Ємтланд) і Дельсбу (лен Євлеборг). Навчалася в вальдорфській школі. Навчалася шведському традиційного співу під керівництвом Марії Рейос (Maria Röjås) в Malungs Folkhogskola.  У 1993 році 18 річна Емма увійшла до складу групи Garmarna.
З 1995 року бере участь в фольк-групі Triakel. Під час різдвяної вечірки в 1994 році Емма і двоє музикантів шведської групи «Ховен Дровен» Чель-Ерік Еріксон (швед. Kjell-Erik Eriksson швед. Kjell-Erik Eriksson Kjell-Erik Eriksson) і Ян Стрёмстедт (швед. Janne Strömstedt швед. Janne Strömstedt Janne Strömstedt), посперечалися, що можуть зіграти експромтом разом в новому складі: вокал-скрипка-гармоніка. Несподіваний успіх тріо був настільки приголомшливим, що з тих пір музиканти виступають разом у складі тріо Triakel.

## Дискографія

### Garmarna
- 1993: Garmarna (EP)
- 1994: Витриманий
- 1996: Божі ігри чоловіка
- 1996: пан Хольгер (сингл)
- 1997: Один раз він повинен плакати (один)
- 1999: Відплата
- 1999: Ігри (сингл)
- 1999: Euchari (сингл)
- 2001: Hildegard von Bingen
- 2015: Над кордоном (сингл) з Maxida Märak
- 2016: Відкрите море (сингл) з Тестром
- 2016: 6 (альбом)
- 2016: Грейс (сингл)

### Triakel

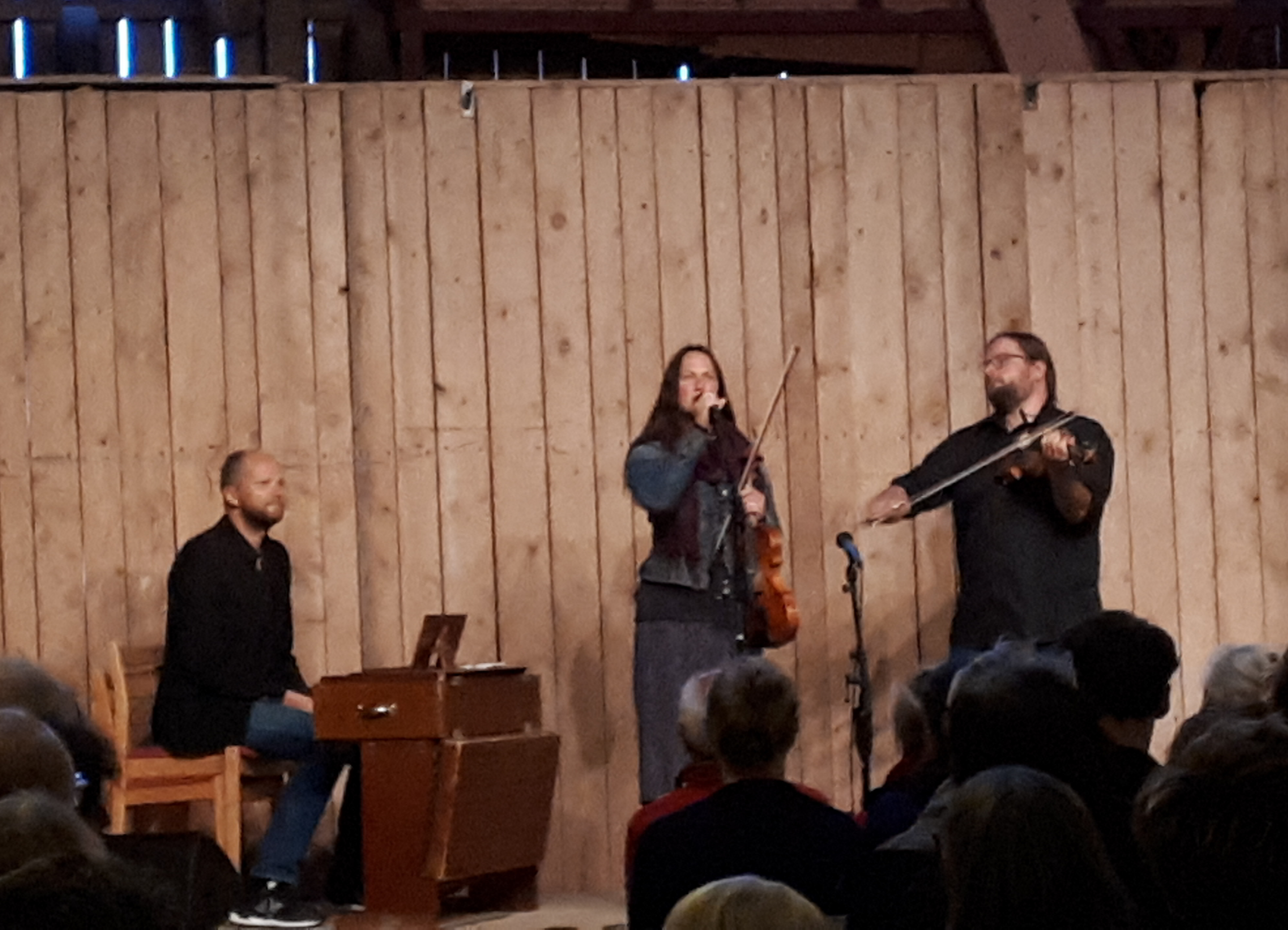
Triakel грає в Орнунгастаммі в серпні 2018 року

- 1999: Перед світанком (сингл)
- 1999: Triakel
- 2000: Vintervisor
- 2004: Пісні від 63 °с
- 2005: Десять років Тріакеля
- 2011: Пам'ять Ульріки — Visor з Фроствікена
- 2014: Тіра
- 2015: Спарксенген (сингл)

### Співпраця
- 2001: Пляж … Край. Народні хори та пісні Західного узбережжя Естонії (Sofia Joons / Emma Härdelin / Meelika Hansoo)
- 2005: Любовні листи та російські супутники
- 2007: Live (струнні сестри)

### Інше
- 2003: Ліза Ридберг: Östbjörka
- 2004: Blindside: Про палаючий вогонь (сингл на пісню «Shekina»)